# Ат-Баши (Нарынская область)
Ат-Баши (кирг. Ат-Башы) — село, административный центр одноимённого района Нарынской области Кыргызстана. Основано в 1929 году. По данным переписи 2009 года, население составляет 10 764 человека.

## География
Расположено справа от реки Ат-Баши, близ устья реки Кара-Коюн, на высоте 2060 м над уровнем моря. Находится в 29 км от с. Куланак и 226 км от железнодорожного вокзала города Балыкчы, временно действует автодорога Бишкек — Торугарт.
Установлен памятник пограничникам. На территории сельского поселения на торговом пути Бишкек — Кашкар находится караван-сарай Таш-Рабат. В районе Ат-Баши расположены развалины древнего укрепления Кошой-Коргон, к западу — деревня Чеч-Дёбё, ракитник и топольник. В своё время по Ат-Баши проходил Великий шёлковый путь.

## Инфраструктура
В Ат-Баши расположены кирпичный завод, пекарня, 3 средние школы, школа-интернат, детский сад, профессионально-техническое учебное заведение № 32, поликлиника, больница, дом культуры, почта, столовая, кафе, спортивные сооружения, завод минеральных вод, подразделения комбината бытового обслуживания, а также 59 частных организаций.

## Известные жители
- Абикеев, Сартбай Абикеевич (1916—1998) — участник Великой Отечественной войны; первый секретарь Ат-Башинского райкома партии.
- Асанов Дайыр Асанович (1922—2009) — участник Великой Отечественной войны, Герой Советского Союза (1943), генерал-майор
- Базаров, Геннадий Садырович (1942—2023) — кинорежиссёр, Народный артист Кыргызской Республики (1991).
- Чортеков, Анварбек (1920—1989) — младший лейтенант Советской армии, участник Великой Отечественной войны, Герой Советского Союза (1944).
- Аскар Мааткабылович Салымбеков (род. 5 февраля 1955, Кара-Суу, Тянь-Шанская область) — киргизский общественный деятель и меценат, почётный президент Ассоциации «Дордой».
- Казыбек Мамбетимин уулу (1901—1942) — киргизский поэт.